# Jiří Hauzer
Jiří Hauzer (* 7. května 1957, Liberec) je český sociálně-demokratický komunální politik, starosta města Osečná a předseda mikroregionu Podralsko.

## Rodina
Je ženatý, manželka Marie, syn Jiří (1984) a dcera Jana (1988).